# Dolichopus consanguineus
Dolichopus consanguineus är en tvåvingeart som först beskrevs av Wheeler 1899.  Dolichopus consanguineus ingår i släktet Dolichopus och familjen styltflugor. Inga underarter finns listade i Catalogue of Life.